# Clethra conzattiana
Clethra conzattiana är en tvåhjärtbladig växtart som beskrevs av L. M. Gonzalez Villarreal. Clethra conzattiana ingår i släktet Clethra och familjen Clethraceae. Inga underarter finns listade i Catalogue of Life.